# Арне Борґ
Арне Борґ (швед. Arne Borg, 18 серпня 1901 — 6 листопада 1987) — шведський плавець.
Олімпійський чемпіон 1928 року, призер 1924 року, учасник 1920 року.
Призер Чемпіонату Європи з водних видів спорту 1926 року.